# Sierra de San Vicente
La Sierra de San Vicente és una comarca situada al nord-oest de la província de Toledo amb El Real de San Vicente com a cap comarcal. El 2014 s'hi impulsà un estudi sobre les condicions de vida de la dona rural.

## Municipis
- Almendral de la Cañada
- Buenaventura
- Cardiel de los Montes
- Castillo de Bayuela
- Cazalegas
- Cervera de los Montes
- El Real de San Vicente
- Garciotum
- Hinojosa de San Vicente
- La Iglesuela
- Marrupe
- Mejorada
- Montesclaros
- Navamorcuende
- Nuño Gómez
- Pelahustán
- Pepino
- San Román de los Montes
- Sartajada
- Sotillo de las Palomas
- Segurilla